# Tramvaj 4MT
Tramvaj 4MT je typ dvounápravového jednosměrného motorového tramvajového vozu, který byl vyráběn v letech 1950–1951 v Královopolské strojírně v Brně pro Dopravní podnik města Brna. Poslední série vozů byla roku 1954 vyrobena podle dokumentace z Královopolské vlastními silami dopravce ve vozovně Pisárky. Jednalo se o poslední dvounápravové tramvaje dodané do Brna.

## Historické pozadí
V rámci dvouletého plánu z let 1947–1948 měl být Královopolskou strojírnou (KPS) vyvinut nový typ čtyřnápravové tramvaje pro Brno. Ještě v roce 1946 byl ale požadavek ze strany Ministerstva dopravy zrušen a město tak požadovalo pouze 50 dvounápravových tramvají. Tyto tramvaje byly následně vyvíjeny Královopolskou strojírnou. V souvislosti s centrálním plánováním byla úloha výrobce tramvají pro Československo svěřena Tatře Smíchov, a tak nakonec Dopravní podnik města Brna (od 90. let 20. století DPMB, dříve DPmB) obdržel jen 25 tramvají 4MT a 30 odvozených vlečných vozů. Zbylých pět motorových vozů bylo následně vyrobeno vlastními silami v ústředních dílnách ve vozovně Pisárky dle dokumentace z Královopolské strojírny.

## Konstrukce

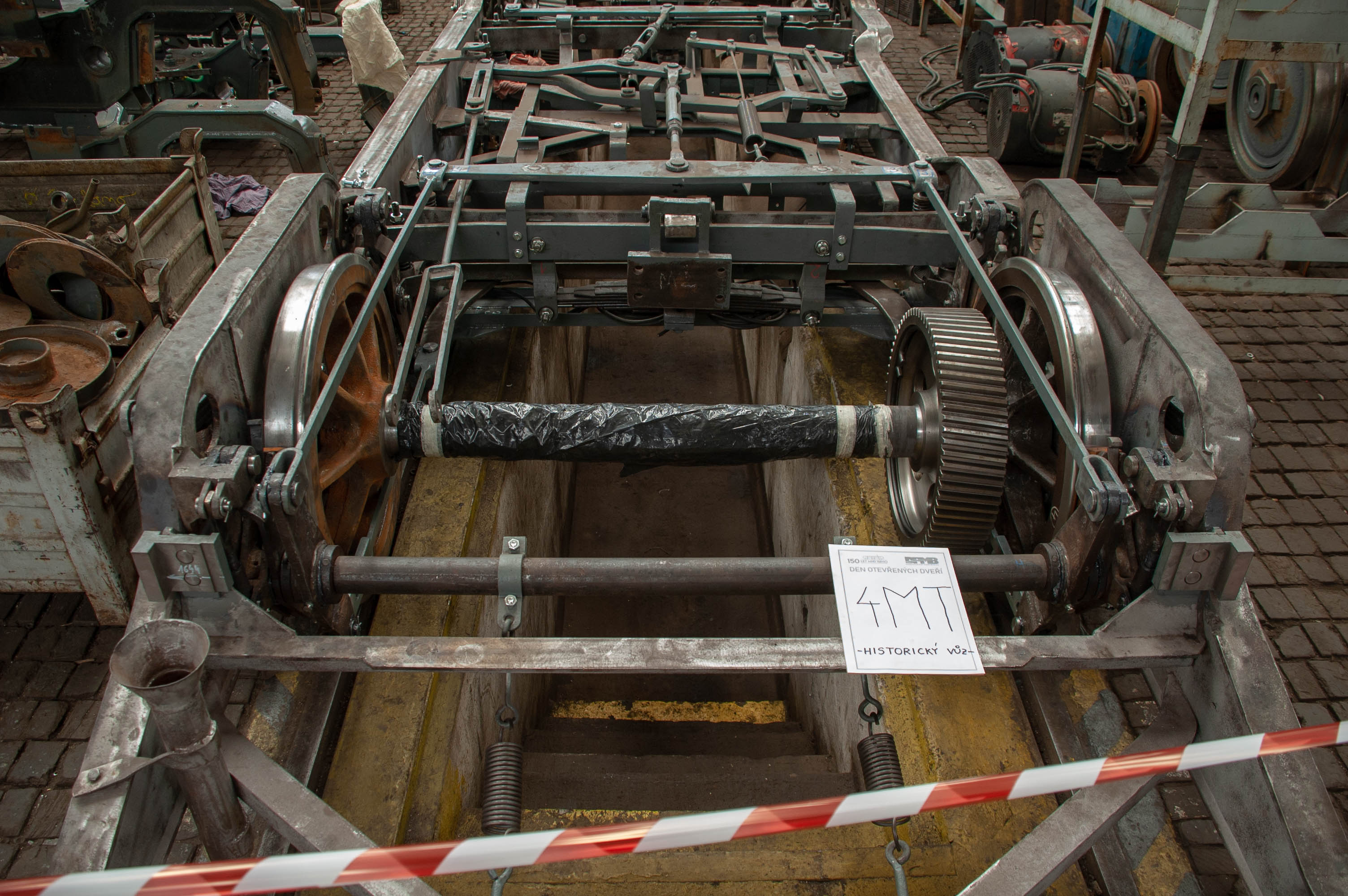
Podvozek vozu č. 134 během renovace (vpředu hnací náprava, vzadu brzdový mechanizmus)

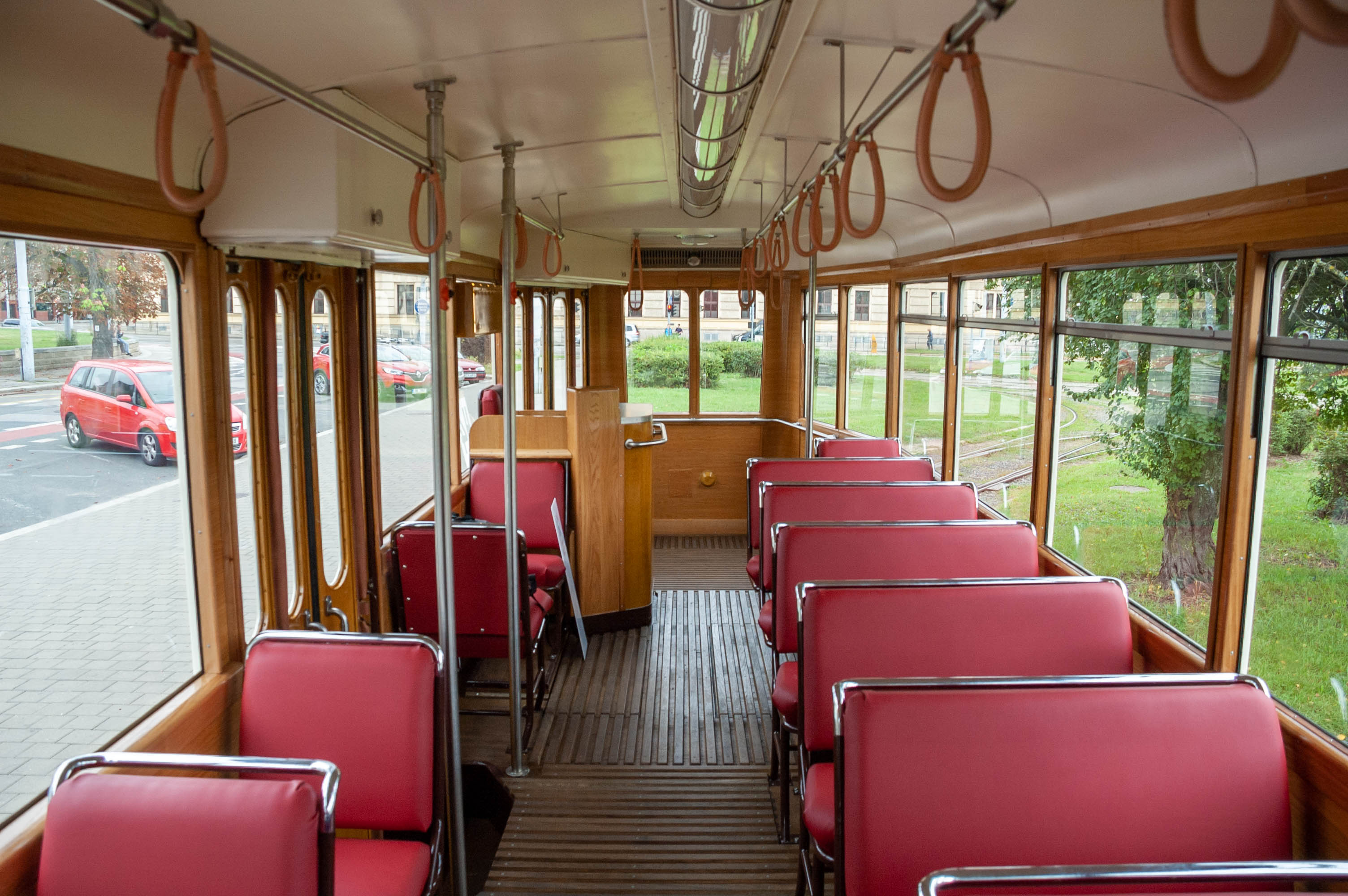
Interiér vozu č. 134

Skříň tramvají vycházela z konstrukce dvou sérií vlečných vozů, dodaných Královopolskou do Brna v letech 1939 a 1947 (č. 261–296). Vozová skříň byla celokovová, svařovaná. V pravé bočnici se nacházely troje skládací dveře s elektrohydraulickým ovládáním. Dvounápravový podvozek byl rovněž svařen, a to z ocelových plechů a válcovaných profilů. Vypružen byl listovými pružinami. Pojmenování tramvaje 4MT pochází z označení elektrické části, která byla dodána Škodovými závody v Plzni. Ta se skládala z odporů umístěných pod podlahou a dvou trakčních motorů AD 2748/hN, každý o výkonu 72 kW. Kontrolér u vozů evidenčních čísel 126 a 128–146 byl typu Škoda KPBS 201, u vozů č. 117–125 a 127 typu Siemens OR 8. Vozy disponovaly elektrodynamickou brzdou, kterou doplňovala brzda mechanická špalková, působící na obě nápravy vozu, a brzda kolejnicová, napájená brzdovým proudem motorů. Proud byl odebírán pantografem. Polstrované sedačky byly v interiéru umístěny příčně 2+1. K nástupu sloužily zadní dveře, kde se nacházelo stanoviště průvodčího.
K motorovým vozům byly také vyrobeny vlečné vozy ev. č. 297–326 s téměř shodnou karoserií, které s nimi tvořily ucelené soupravy.

## Dodávky tramvají
V letech 1950–1954 bylo vyrobeno celkem 30 vozů ve čtyřech výrobních sériích.
| Současný stát | Město | Článek | Typ  | Výrobce | Roky dodávek | Počet vozů | Evidenční čísla při dodání | Poznámky | Zdroj |
| ------------- | ----- | ------ | ---- | ------- | ------------ | ---------- | -------------------------- | -------- | ----- |
| Česko         | Brno  | článek | 4MT1 | KPS     | 1950         | 15         | 117–131                    |          | [ 5 ] |
| Česko         | Brno  | článek | 4MT2 | KPS     | 1950         | 5          | 132–136                    |          | [ 5 ] |
| Česko         | Brno  | článek | 4MT3 | KPS     | 1952         | 5          | 137–141                    |          | [ 5 ] |
| Česko         | Brno  | článek | 4MT4 | DPmB    | 1954         | 5          | 142–146                    |          | [ 5 ] |

## Provoz
Tramvaje 4MT (přezdívané „plecháče“) získaly sérii čísel 117–146, která navázala na starší vozy z Královopolské, jež tvořily na konci 40. let 20. století základ vozového parku brněnského dopravního podniku a které byly v roce 1950 přečíslovány na řadu č. 34–116. Pro MHD v Brně znamenal typ 4MT zvýšení rychlosti a komfortu přepravy. První vozy byly do provozu zařazeny v srpnu 1950 a zpočátku, i kvůli absenci vlečných vozů, jezdily sólo jako vložené vlaky na lince 3. Posledních pět tramvají č. 137–141 vyrobila Královopolská v roce 1951, ale u DP začaly jezdit až v srpnu 1952. Dopravce původně předpokládal, že typ 4MT bude provozován se dvěma vlečnými vozy. Vzhledem k nedostatečně dimenzovaným brzdám ale bylo od těchto trojvozových souprav upuštěno, takže se pět vleků stalo nadbytečnými. Aby měl DP shodný počet motorových i vlečných vozů, vyrobil chybějících pět tramvají (č. 142–146) vlastními silami v ústředních dílnách ve vozovně Pisárky dle dokumentace z Královopolské strojírny. Do provozu byly zařazeny v květnu 1954. K dispozici tak bylo celkem 30 jednotných souprav deponovaných ve vozovně Husovice, které obsluhovaly linky 3 a 7. Od roku 1962 byly vypravovány také na linku 10, po reformě linkového vedení v roce 1964 jezdily na linkách 1 a 3. Roku 1969 došlo v Brně k přečíslování tramvají a typ 4MT získal číselnou řadu 1117–1146. V souvislosti s dalšími dodávkami vozů koncepce PCC, tedy typů Tatra T3 a Tatra K2, byly od roku 1970 přesunuty na linky 12 a 13 a objevovaly se i se zbývajícími dřevěnými dvounápravovými tramvajemi (série č. 34–116) na lince 7. Na podzim 1971 byly kvůli přestavbě husovické vozovny na trolejbusovou převedeny do vozovny Královo Pole (dnes vozovna Medlánky).
První dva vozy 4MT byly vyřazeny na podzim 1973 po nehodách. Linky 12 a 13 obsluhovaly soupravy vedené tramvajemi 4MT do konce ledna 1974, kdy je nahradily kloubové vozy K2. Následně ještě sólo vozy jezdily na vložených vlacích. Naposledy byly tramvaje 4MT vypraveny 29. března 1974, poté došlo k ukončení jejich provozu, a tedy i k ukončení provozu dvounápravových tramvají v Brně. Některé vozy 4MT byly vyřazeny a sešrotovány, 19 z nich však přešlo do služebního stavu (č. 4041–4059). Využívány byly především vrchní stavbou, některé z nich ale nebyly nijak upraveny, byly využívány minimálně a v nejbližších letech došlo k jejích úplnému vyřazení. Celkem deset tramvají prodělalo opravu a získalo oranžový nátěr, tři z nich (č. 4042, 4049, 4053) byly upraveny na nákladní. Využívány byly do roku 1990, kdy DPMB upravil pro služební účely dvě tramvaje Tatra T2R, takže následně byly roku 1991 zlikvidovány. Vůz č. 4058 sloužil až do roku 1994 jako posunovací v areálu Ústředních dílen.

## Historické vozy
Krátce po ukončení provozu typu 4MT převzalo v květnu 1974 Technické muzeum v Brně (TMB) do své sbírky vůz číslo 1126. V polovině 70. let získalo TMB od DPmB několik dalších tramvají 4MT, jež následně posloužily na náhradní díly. V letech 1982–1984 byl vůz č. 1126 v Ústředních dílnách Dopravního podniku města Brna renovován do původní podoby a získal své původní číslo 126.
Vůz č. 4058 sloužil v letech 1974–1994, coby poslední zástupce svého typu, jako posunovací v areálu Ústředních dílen ve vozovně Medlánky. V roce 1994 ho DPMB upravil na kavárenskou tramvaj, kterou od té doby využíval pro reprezentační a komerční jízdy. V letech 2020–2022 podstoupila tramvaj generální opravu, její interiér byl modernizován („eventová tramvaj“) a exteriér upraven do původního vzhledu. Vozu bylo zároveň vráceno jeho původní číslo 145.
V roce 2017 odkoupil DPMB od TMB vrak vozu původního čísla 134, který se dlouhodobě nacházel v areálu TMB v Líšni. Tramvaj, vyřazená v roce 1974, byla nejprve krátce využívána jako služební s č. 4051, nicméně v roce 1976 byla předána na náhradní díly právě Technickému muzeu. Dopravní podnik ji i s vlečným vozem č. 313 v letech 2017–2019 zrenovoval. Souprava slouží k prezentačním, komerčním a nostalgickým jízdám.
| Původní provoz | Evidenční číslo | Současný majitel | Rok výroby | Historický od roku | Poznámky | Zdroj        |
| -------------- | --------------- | ---------------- | ---------- | ------------------ | --- | ------------ |
| Brno           | 126             | TMB              | 1950       | 1974               | | [ 3 ] [ 11 ] |
| Brno           | 134             | DPMB             | 1950       | 2017               | 1974–1976 služební vůz, poté předán TMB na náhradní díly, zpět odkoupen 2017, renovován 2017–2019, DPMB: interní ev. č. 1134                                  | [ 8 ] [ 10 ] |
| Brno           | 145             | DPMB             | 1954       | 1994               | 1974–1994 posunovací vůz v ústředních dílnách, 1994 rekonstrukce na kavárenskou tramvaj, 2020–2022 generální oprava na eventovou tramvaj, interní ev. č. 4902 | [ 7 ]        |

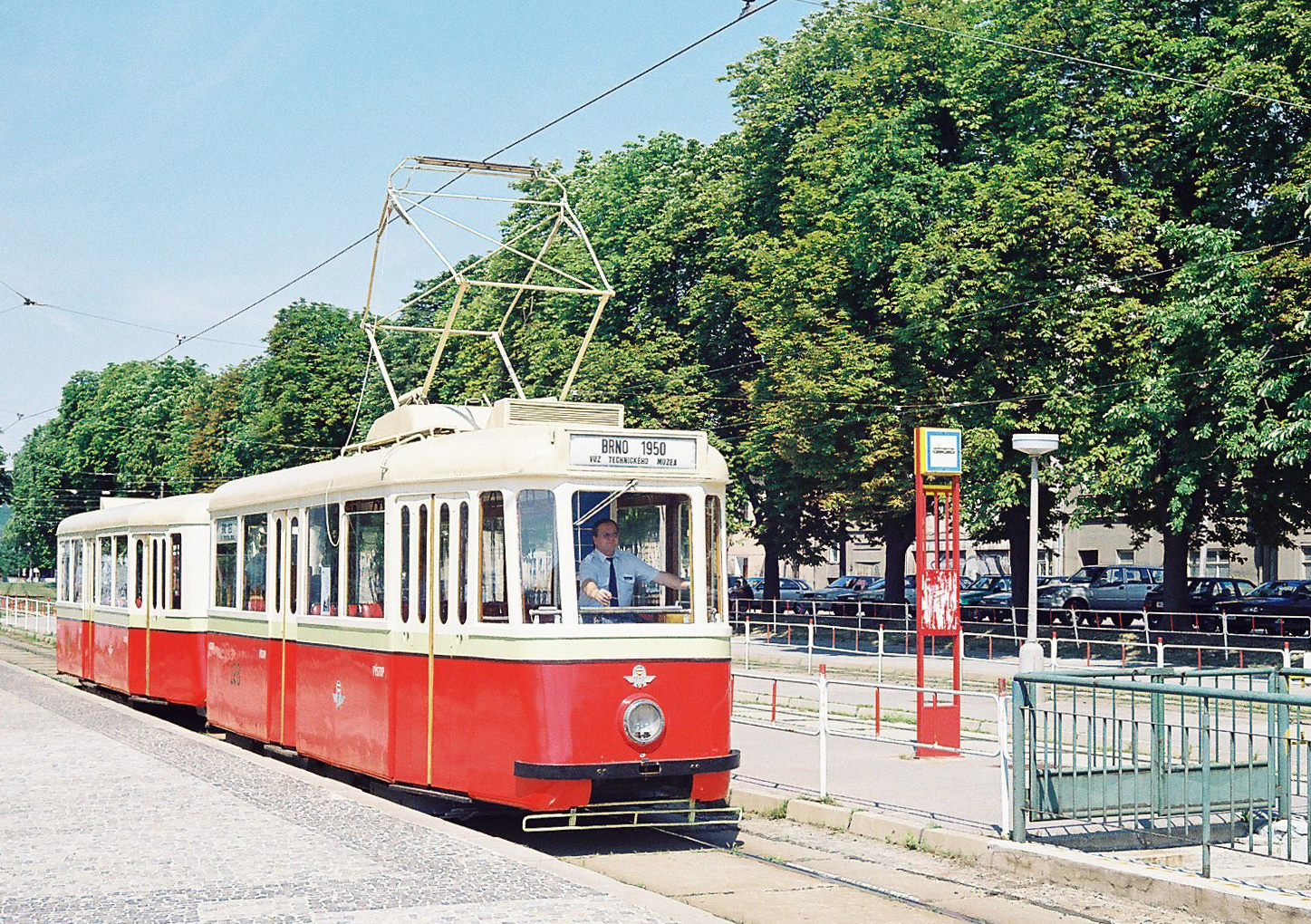
Souprava tramvaje 4MT ev. č. 126 a vlečného vozu ev. č. 301
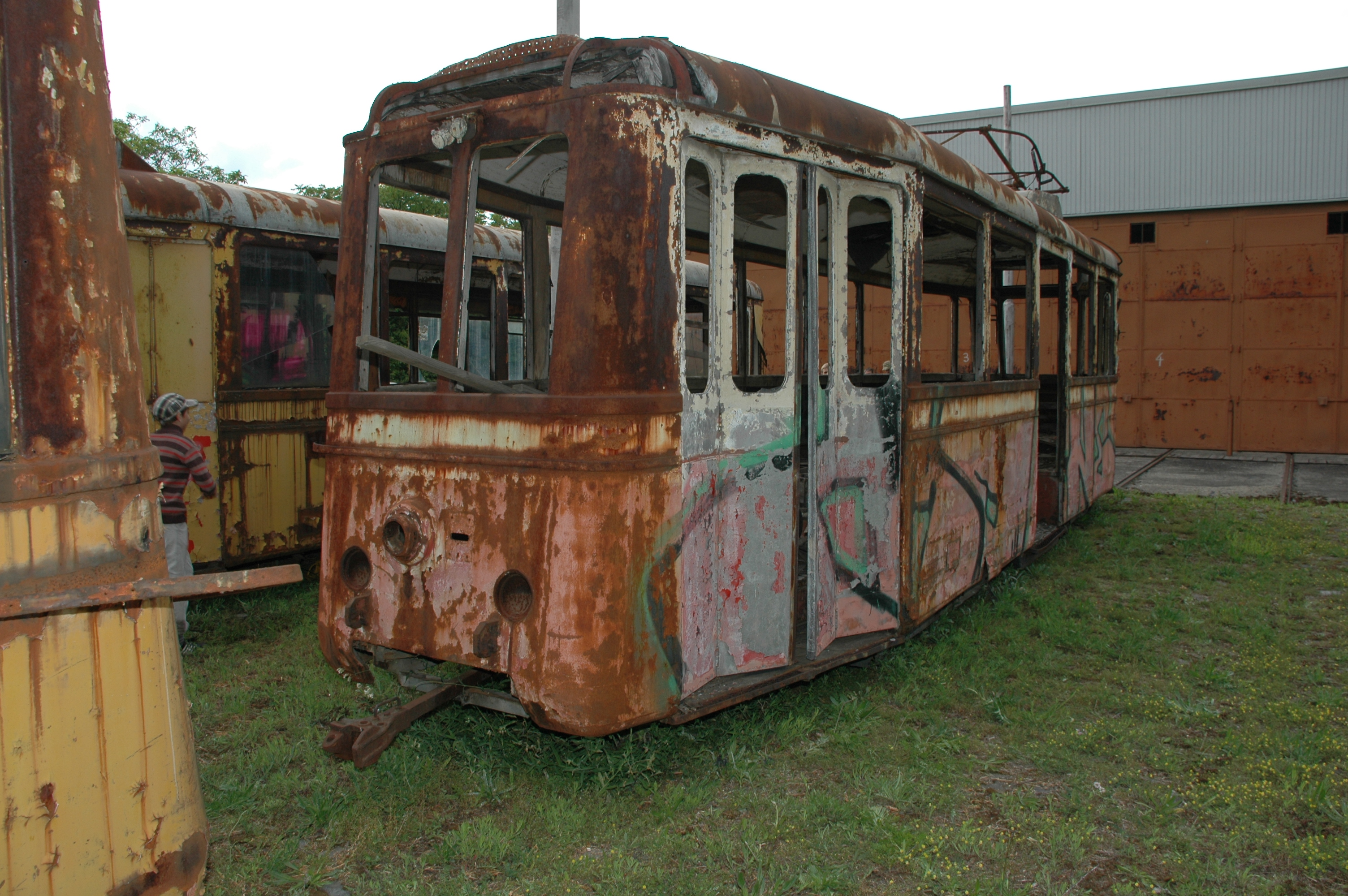
Vrak tramvaje ev. č. 134 v areálu TMB v Líšni před zahájením renovace
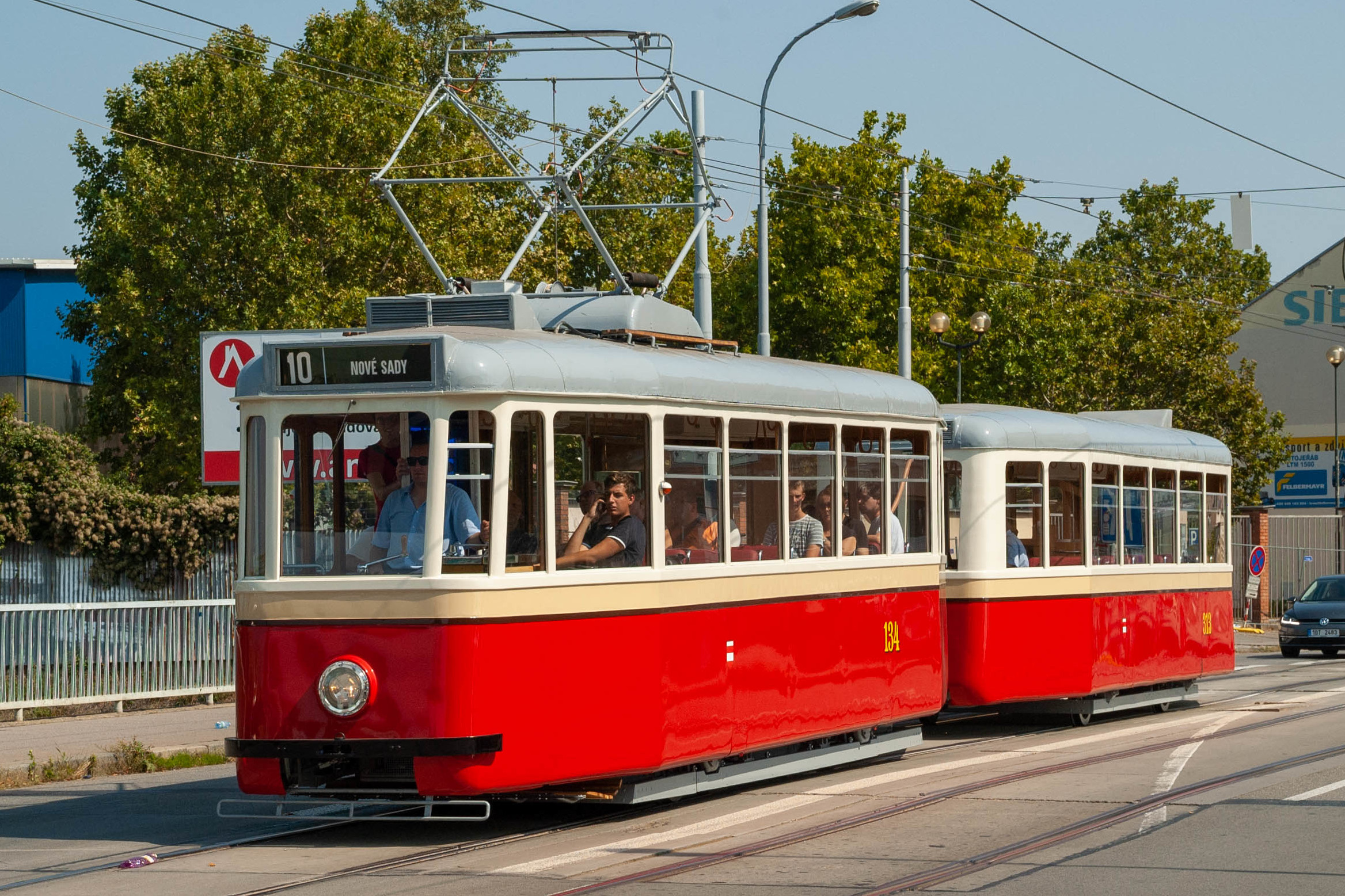
Tramvaj ev. č. 134 s vlečným vozem ev. č. 313
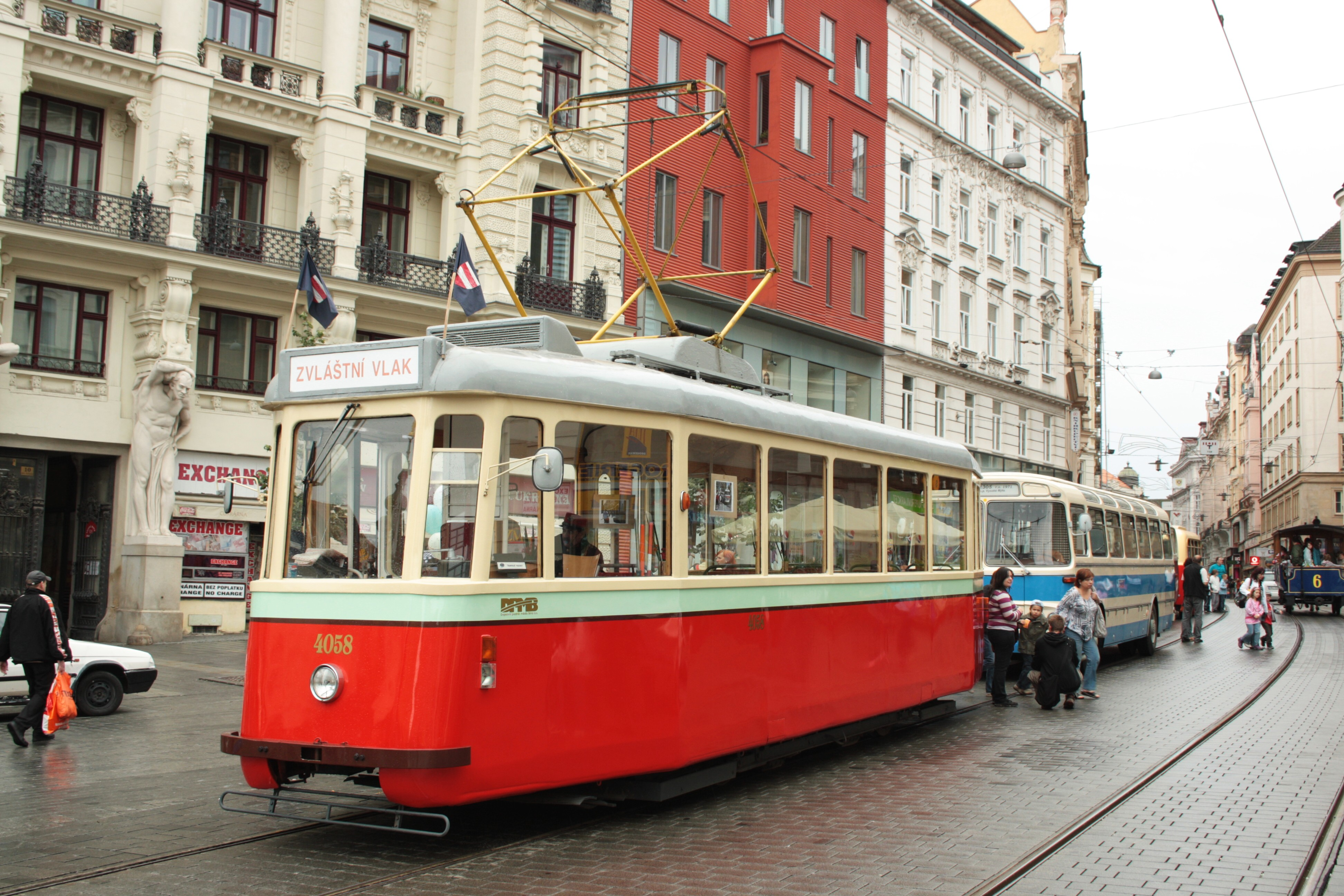
Kavárenská tramvaj ev. č. 4058